# Fuchsina occulta
Fuchsina occulta là một loài bọ cánh cứng trong họ Latridiidae. Loài này được Fall miêu tả khoa học năm 1899.